# ロジン
ロジン（英: rosin）は、マツ科の植物の樹液である松脂などのバルサム類を集めてテレピン精油を蒸留した後に残る残留物である。ロジン酸としてアビエチン酸、パラストリン酸、イソピマール酸などを主成分とする天然樹脂である。コロホニーあるいは、コロホニウムとも称する。

## 名称
英語では、コロホニー (colophony)、グリーク・ピッチ (Greek pitch) とも呼ばれる。ロジン関連品は、旧時海軍で甲板の防水、滑り止めによく使われたことから、ネーバル・ストアーズ (naval stores) と総称されることがある。中国語では「松香」（ソンシアン、sōngxiāng）と呼ばれる。日本語では単に松脂（まつやに）と呼ばれることもある。

## 性状

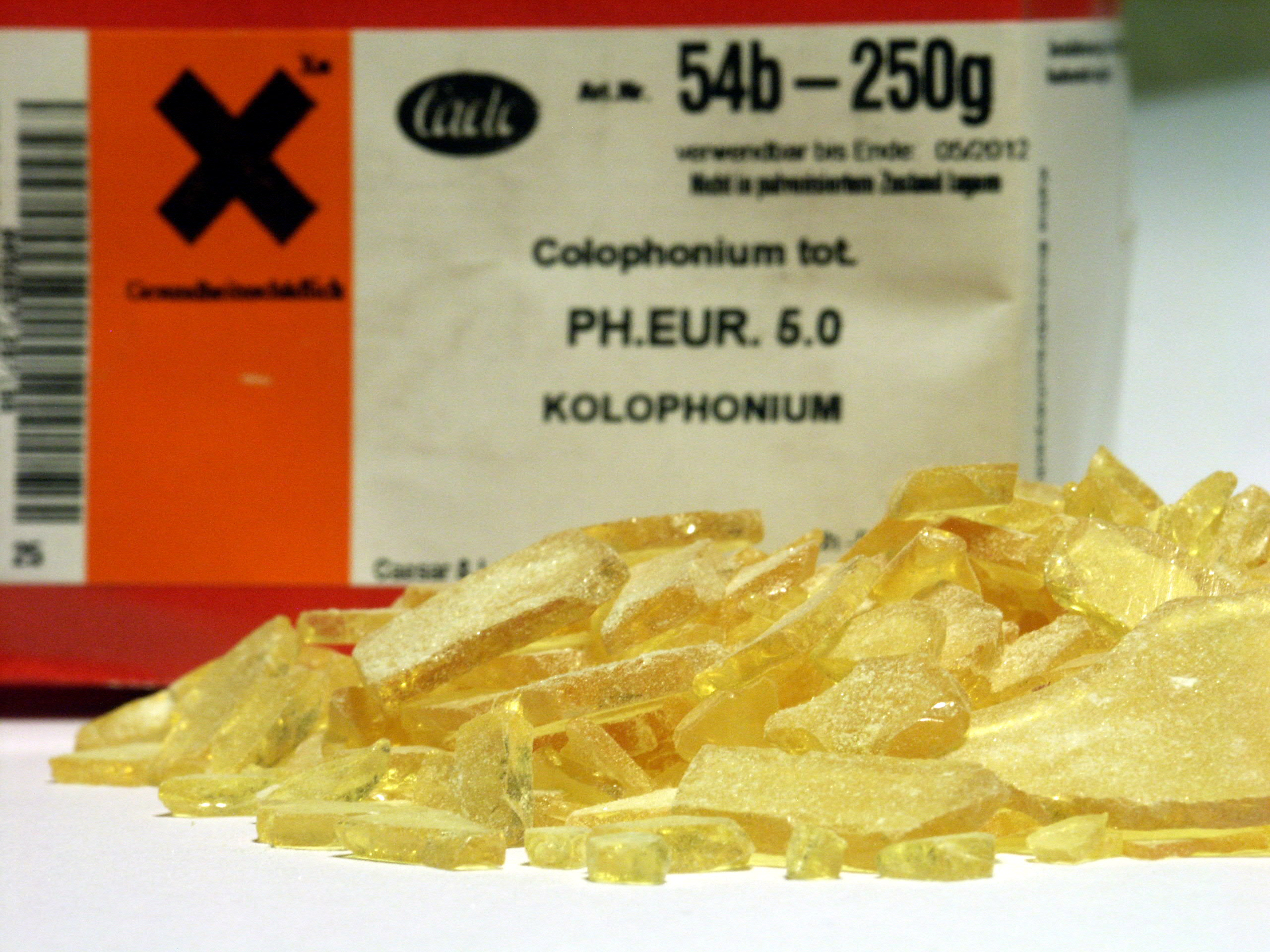
医薬用フレーク状ロジン

常温では、黄色から褐色の透明性のあるガラス様の固体である。樹液の松脂（生松脂）はテレピン油など常温で液体の揮発性成分も含み、揮発性成分が蒸発すると固化してロジンとなるが、ピッチ分なども含み化学設備で蒸留精製したものと成分が異なる。粉末に加工すると淡黄色から黄色であるが、熱を受けて容易に固結する。
純度、原料の樹種、製法などにより性状が異なるが、一般的に75摂氏  (℃) 前後で軟化し、約100 ℃を超えると液体となる。貿易では、熱い液状で鉄ドラムに詰め、冷え固まった状態で輸出されている。
可燃性で、黒煙を出しながら燃える。
アルコール、エーテル、ベンゼン、クロロホルムに可溶。水に不溶。

## 生産

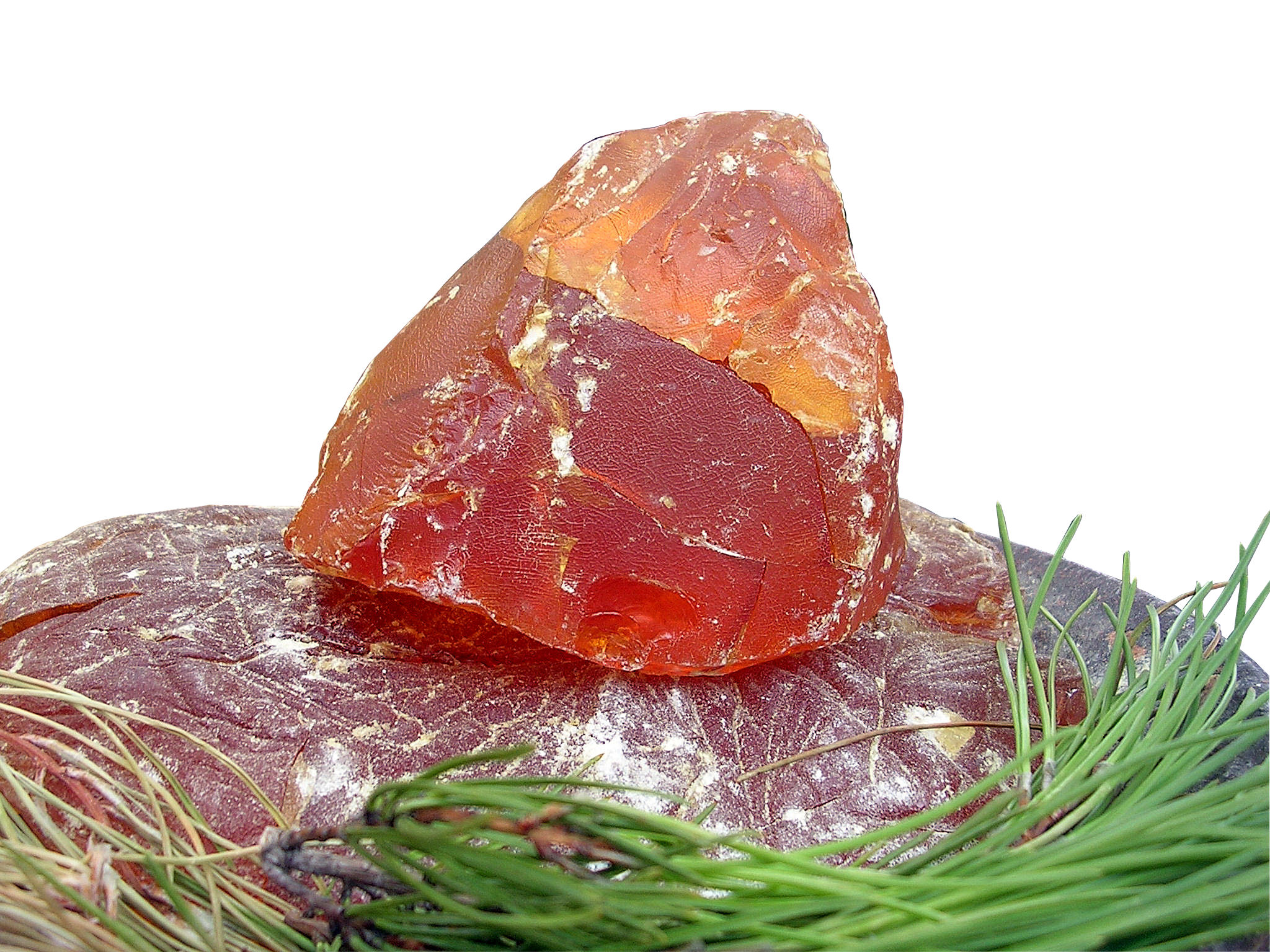
フランス海岸松から採取したロジン

中華人民共和国広西チワン族自治区、広東省、福建省、雲南省、江西省、ベトナム、インドネシア、アメリカ合衆国、ニュージーランド、ブラジル、インドなどがおもな生産地である。中国が世界の約3/5にあたる年産約60万トンを生産している。
産地により生松やにの採取に使われる樹種は異なり、アメリカ合衆国ではスラッシュマツが、中国では主にバビショウ（タイワンアカマツ）、ウンナンマツ、ケシアマツとアメリカから移入されたスラッシュマツが用いられる。

### 種類
ロジンは生産工程に応じて3種類に分けられる。
ガムロジン（脂松香、Gum rosin）
松の木に傷をつけて採取した生松脂から揮発性油（テレビン油）を蒸留分離して残ったもの。中国では多く生産されているが、日本では昭和30年代に生松脂の採取による生産は途絶えた。
ウッドロジン（木松香、Wood rosin）
松の古い切り株をチップに加工して溶剤を使って抽出したもの。アメリカ合衆国で1910年に生産が始まり、1950年代の最盛期には30万トンを生産していたが、切り株の枯渇により大幅に減少し生産量は1 %に満たない。
トール油ロジン（浮油松香、Tall Oil rosin）
製紙工場でクラフトパルプを作る際の蒸解廃液から出たスキミングを酸分解した粗トール油をさらに減圧蒸留精製したもの。アメリカで1940年代の終わりに生産が始まり、2019年現在もアメリカでは年間約45万トンが生産されている。

### 価格
天産品のために天候や需要などの要因で価格が大きく変動する。2009年末より、原料の生松やにの不足と需要の旺盛さからガムロジン価格は高騰し、2009年に1トン約1000ドル程度が、2010年5月に2000ドル超え、2010年末に3000ドル超え、2011年も高値を更新し、4月に3400ドル強の最高値など高騰した。2011年末に急落して2000ドルを下回るが、2013年9月以降2000ドルを超える高値で推移している。

## 用途

### 日用品
ロジンがそのまま利用される例は生産量全体のごく一部で非常に少なく、野球のロジンバッグや体操やバレエシューズの滑り止め、ヴァイオリンなど弦楽器で使用などにとどまる。
野球で用いるロジンバックは、ロジンだけでは粘着性が高く皮膚を傷つけるため、おもに炭酸マグネシウムにロジンを添加したものである。
バイオリン、ビオラ、チェロなどの弦楽器の弓に使われるロジンは、滑り止めではなく、摩擦を高めて弓毛を毛羽立てるために用いる。

### 工業用
製紙工業
製紙用サイズ剤としてインキのにじみを防ぐために用いられている。
塗料工業
油ワニス、ラッカー、アルキッド樹脂などに用いられている。塗料、顔料の表面コーティング、フラックス（はんだ付けの融剤）などの用途の一部には水素を添加して脱色した水素化ロジン (hydrogenated rosin) も使われ、重合用乳化剤には不均化ロジン (disproportionated rosin) が使われるなど、より物性が用途に適するように加工した各種ロジン誘導体も製造されている。グリセリンでエステル化して得られるエステルゴム (Ester Gum) は、ラッカーなどに利用される。
ゴム工業
スチレン・ブタジエンゴムなどの合成ゴムの重合用乳化剤に用いられている。
建材工業
塩ビタイルに粘結材として用いられている。
製菓材料
チューインガムベースに用いられている。苦みを抑えるために一般用と異なる。
接着剤
感圧接着剤、ホットメルト接着剤、ラテックス系接着剤、ゴムセメントなどに接着力を高めるために添加されている。
医薬用
絆創膏の接着剤に配合されることがある。日本薬局方に収載されている。